# ارتش ترکمنستان
ارتش ترکمنستان از هفت نهاد به نام‌های نیروی زمینی، نیروی دریایی، نیروی هوائی، پدافند هوایی، نیروی مرزبانی، نیروی انتظامی و گارد ملی تشکیل می‌شود.

## تاریخچه
پس از سقوط اتحاد جماهیر شوروی، عناصر و تجهیزات قابل ملاحظه‌ای مانند اسلحه و خودروها و ماشین آلات نظامی متعلق به نیروهای مسلح شوروی در خاک ترکمنستان به‌جای ماند. در ماه ژوئن سال ۱۹۹۲، دولت ترکمنستان جهت ایجاد ارتش جدید یک پیمان دفاعی دوجانبه با روسیه امضا کردند. در این پیمان نامه روسیه متعهد به همکاری و تشویق دولت ترکمنستان به بازسازی و تشکیل نیروی‌های مسلح ترکمنستان تحت فرماندهی مشترک گردید.
در این رابطه دفتر مطالعات کنگره ترکمنستان تصریح کرد این پیمان نامه در مورد اقدامات مشترک بین روسیه و ترکمنستان امضا شده‌است. برای روسیه به عنوان ارائه تضمین امنیت ملی ترکمنستان که در گذشته بخشی از واحد ارتش اتحادیه جماهیر شوروی بوده که به عنوان پایه جدید ارتش ترکمنستان می‌باشد. در ادامه خاطر نشان کرد که غیر از نیروی مرزبانی، نیروی هوایی و پدافند هوایی بقیهٔ واحدهای ارتش تحت کنترل روسیه باقی‌مانده‌است که در یک دوره ده ساله به ترکمنستان واگذار می‌شود. در دوره انتقالی پنج ساله روسیه پشتیبانی و تدارکات و همچنین پرداخت هزینه محافظت از تأسیسات خاص و ویژه را برعهده داشته و در قبال آن ترکمنستان کلیه هزینه‌های مسکن، آب، برق و نگهداری و مدیریت را پرداخت نماید.
در سال ۱۹۹۴، سرلشکر آنامراد سلطانف که به عنوان افسر حرفه‌ای در کوبا و افغانستان خدمت کرده بود به عنوان رئیس ستاد مشترک ارتش و معاون اول وزیر دفاع انتخاب می‌شود. قبل از وی سرلشکر بوگدوزخان نیازف عهده‌دار این سمت بوده‌است.

## نگارخانه

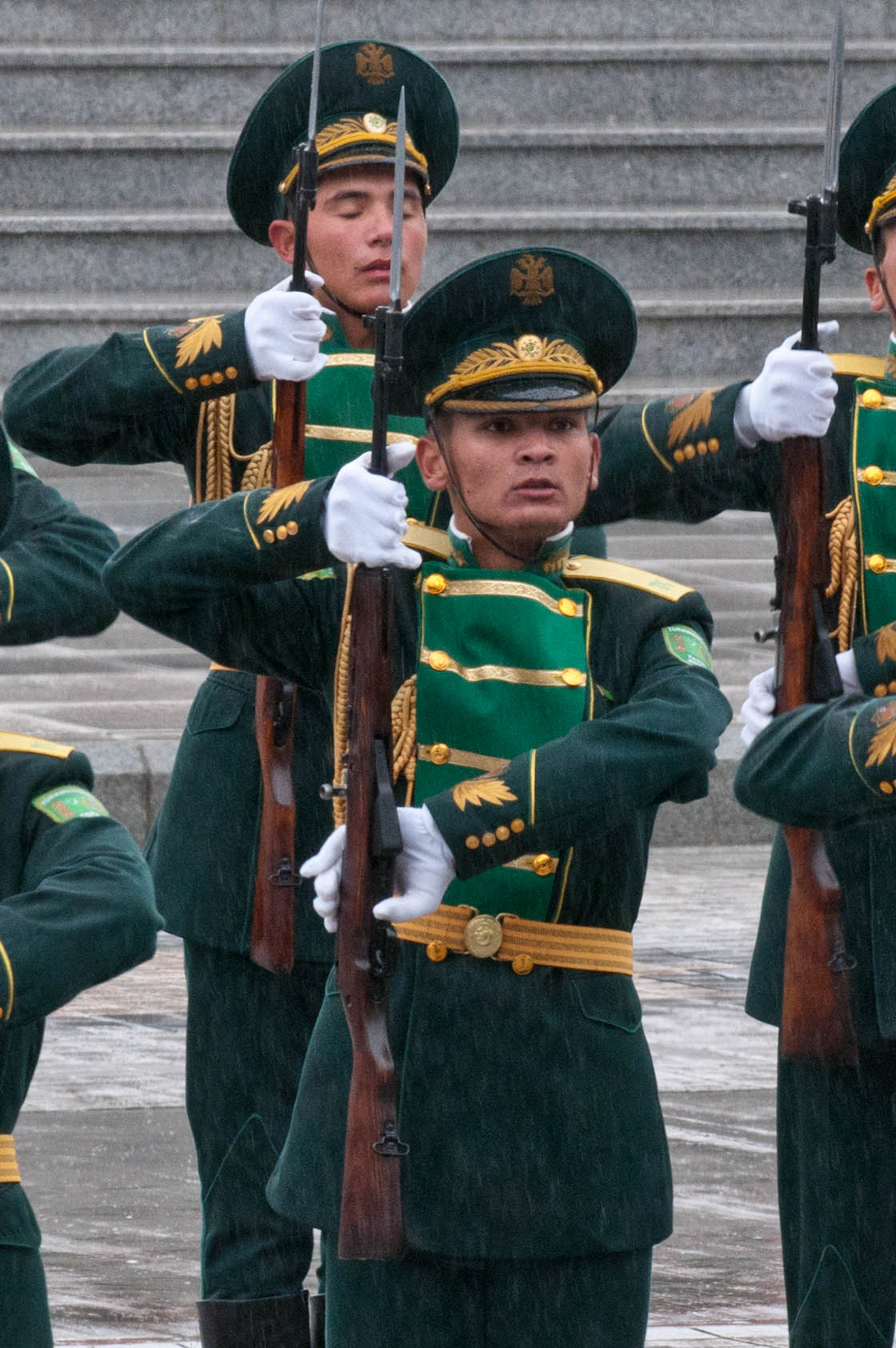
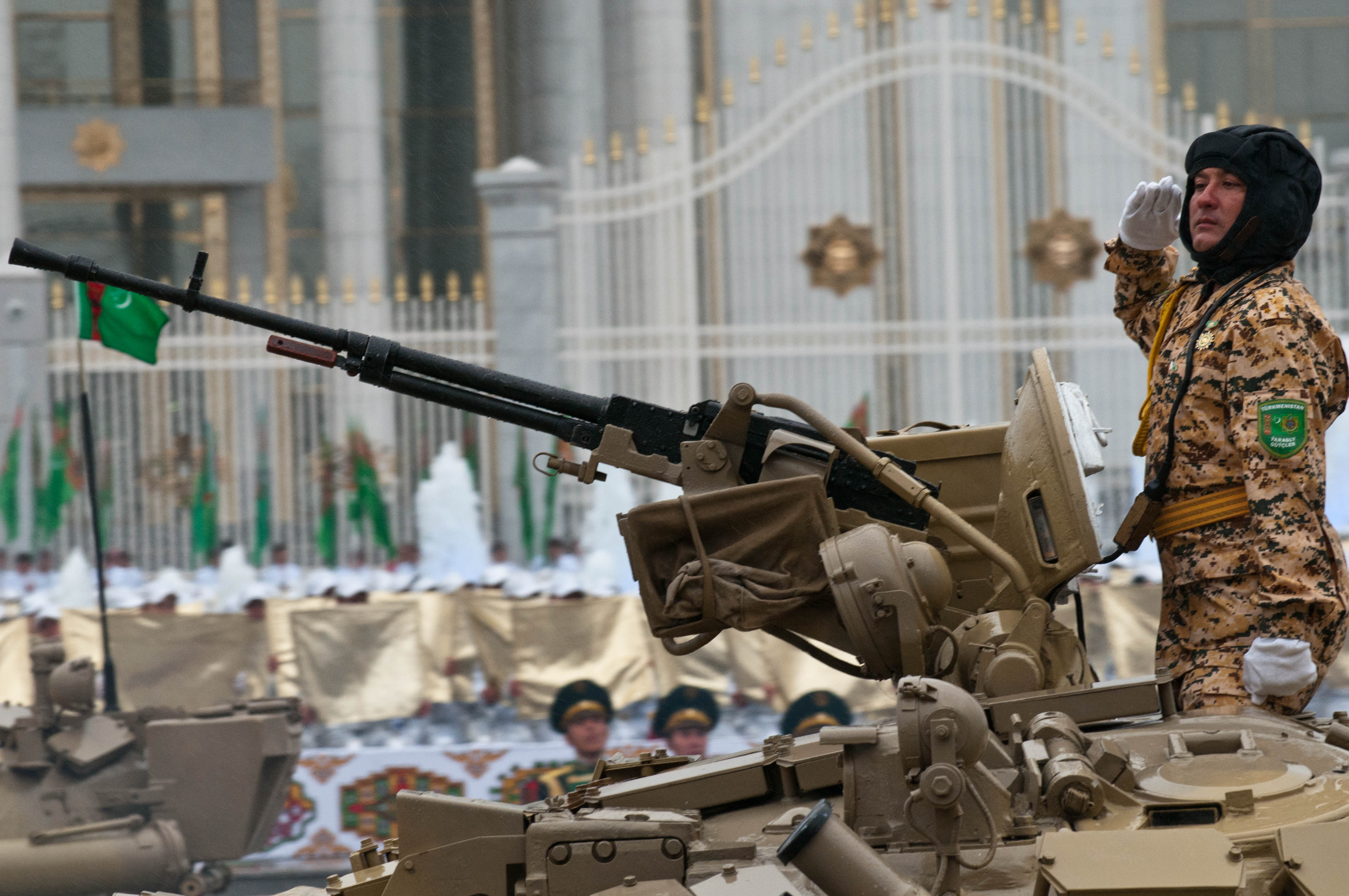
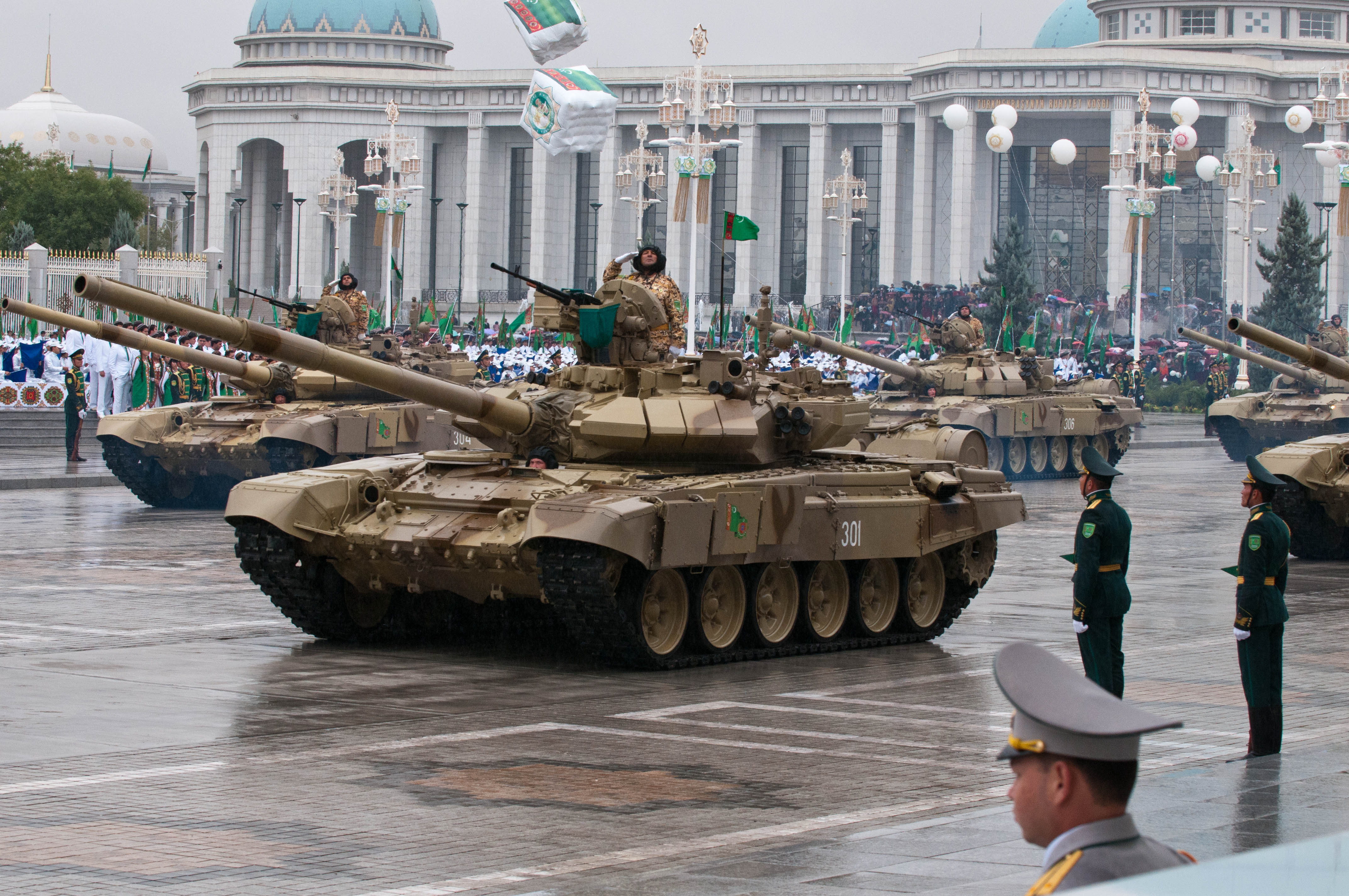